# Istiophorus platypterus

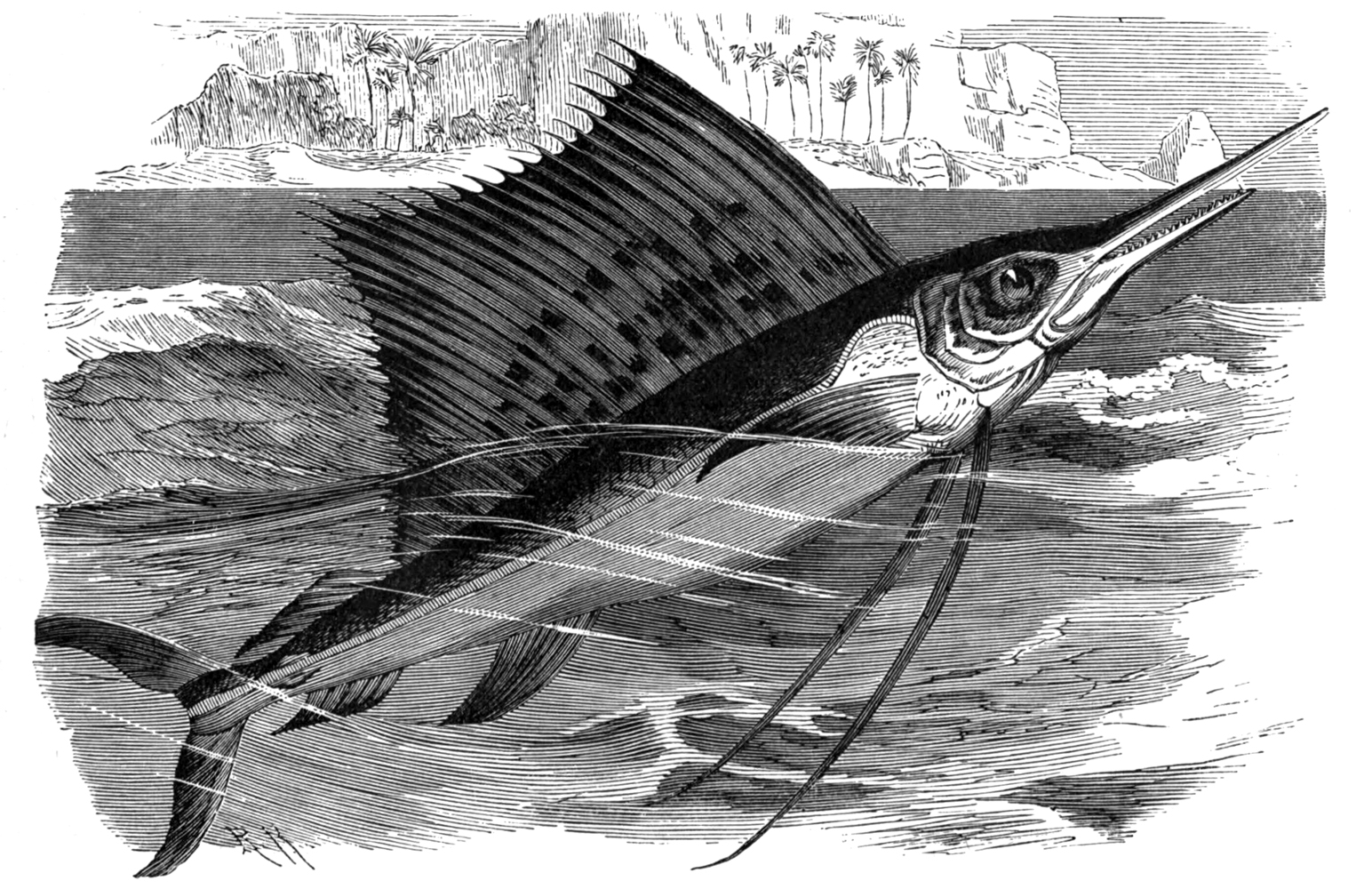
Grabado de 1893.

El pez vela del Pacífico (Istiophorus platypterus) habita en el Océano Índico y el Océano Pacífico por lo que también se le conoce como pez vela del Pacífico y del Índico y pez vela oriental. Es una de las dos especies de peces vela junto con el pez vela del Atlántico. Se considera que el pez vela del Atlántico es de menor tamaño. Hay quienes consideran que son la misma especie.
Su nombre viene dado por la gran altura y extensión de su primera aleta dorsal, de color gris oscuro que, por su tamaño y movimiento, se asemeja a la vela de un barco. Su lomo superior es azul oscuro, sus laterales suelen tener barras azules y grises moteadas y el vientre es de color blanco y plateado. Puede superar los 2 metros de longitud y los 100 kilos de peso. Todas las especies de pez vela, marlines y peces espadas son codiciados trofeos de pesca. Debido a la pesca indiscriminada actualmente se lo considera especie en peligro de extinción.
Aunque comúnmente se denomina como marlines a todas las especies de la familia Istiophoridae, no deben confundirse los distintos géneros: Istiophorus, Makaira y Tetrapturus.
El pez vela es el segundo habitante más veloz de los océanos (detrás del marrajo común), alcanzando los 110 km/h; le siguen en velocidad los atunes y la aguja azul.[cita requerida] La extrema velocidad se debe a la potencia de sus músculatura caudal y la hidrodinámica de su fisonomía, destacando la prominente mandíbula superior en forma de espada junto con la aleta dorsal en forma de vela.